# Élection présidentielle américaine de 1920
L'élection présidentielle américaine de 1920 est la trentième-quatrième élection présidentielle depuis l'adoption de la Constitution américaine en 1787. Elle est également la première depuis la ratification du XIXe amendement de la Constitution (qui accorda le droit de vote aux femmes). Elle se déroule le mardi 2 novembre 1920, deux ans après l'armistice mettant fin à la Première guerre mondiale.
Cette élection voit le plus gros des écarts entre candidats constaté entre 1900 et 2024, et le sénateur républicain de l'Ohio, Warren G. Harding battre ainsi largement le gouverneur démocrate de l'Ohio, James Middleton Cox, ce qui en fait l'une des cinq élections présidentielles où les deux candidats majeurs sont du même État fédéré (avec celles de 1860, 1904, 1944 et 2016) et la seule où ils occupent simultanément des fonctions pour cet État.

## Choix des principaux candidats
Le président démocrate sortant Woodrow Wilson espérait en privé se représenter pour un troisième mandat, mais les dirigeants du Parti démocrate étaient opposés à cette idée, ce dernier étant malade (il finira par décéder de ses problèmes de santé en 1924) et impopulaire. L'ancien président Theodore Roosevelt était quant à lui le favori pour l'investiture républicaine, mais il mourut en 1919. Wilson et Roosevelt étant tous les deux hors-jeu, les deux partis majeurs de la vie politique américaine ont chacun choisi pour les représenter des personnalités politiques relativement inconnus originaires de l'Ohio, un Swing state avec un nombre important de grands électeurs (24 à l'époque). Cox remporte l'investiture à l'issue du 44ème tour de scrutin de la Convention nationale démocrate de 1920 (en), battant notamment William Gibbs McAdoo (le gendre de Wilson) et Alexander Mitchell Palmer. Harding est quant à lui apparu comme un candidat de compromis entre les ailes conservatrice et progressiste du parti républicain, dont il a décroché l'investiture après le dixième tour de scrutin de la Convention nationale républicaine de 1920 (en).

## Contexte
L’élection est dominée par l’environnement socio-politique américain du lendemain de la Première Guerre mondiale, marquée notamment par une réaction hostile à certains aspects de la politique étrangère de Wilson et une réaction massive contre le zèle réformiste de l’ère progressiste. Le boom économique du temps de guerre est révolu et le pays se retrouve plongé dans une profonde récession. Le plaidoyer de Wilson pour l’entrée de l’Amérique dans la Société des Nations se heurte à un retour en force du non-interventionnisme remettant en cause son efficacité en tant que président, tandis qu'à l'étranger, les guerres et les révolutions se multiplient. Sur le plan intérieur, l'année précédente est marquée par des grèves majeures qui touchent les industries de la viande et de l’acier et des émeutes raciales à grande échelle à Chicago et dans d’autres villes : c'est l'été rouge. Les attentats anarchistes (notamment celui contre Wall Street, moins de sept semaines avant le scrutin) contribuent quant à eux à provoquer la première Peur rouge.

## Résultats
Durant sa campagne électorale, Harding ignora volontairement Cox et préféra s'attaquer au bilan de Wilson en appelant à un « retour à la normale ». Le républicain Warren G. Harding fut élu président, battant assez largement le démocrate James Middleton Cox qui ne remporta que les États du Sud (à l'exception de l'Oklahoma, de la Virginie-Occidentale, du Maryland, du Delaware et du Tennessee, qui devient le premier ancien État confédéré à voter pour un candidat républicain à l'élection présidentielle depuis la fin de la Reconstruction). La marge de victoire de Harding au vote populaire (26,2 %) est la plus large de l'histoire des élections présidentielles américaines depuis la réélection sans opposition du président Monroe en 1820. Cependant, des candidats ont par la suite réussi à obtenir des parts du vote populaire légèrement plus importantes que la sienne (60,3 %) : Franklin Delano Roosevelt en 1936, Lyndon B. Johnson en 1964 (61 %) et Richard Nixon en 1972 (60,7 %).
Le socialiste Eugene Victor Debs (déjà trois fois candidat à l'élection présidentielle par le passé), réussit à obtenir 3,4 % des suffrages exprimés, bien qu’il fit campagne depuis sa cellule du pénitencier fédéral d'Atlanta, où il était incarcéré sur des charges de sédition.
L'ancien gouverneur du Texas, James Edward Ferguson, réussit à obtenir la majorité absolue des suffrages exprimés dans 4 comtés de son État (ceux de Fort Bend, Blanco, Lavaca et Austin) et la majorité relative dans 6 autres (ceux de San Augustine, Colorado, Lee, Comal, Washington et Fayette), mais il ne parvient pas à remporter ce dernier (n'y obtenant qu'un dixième des suffrages exprimés) et n'étant candidat que dans celui-ci, il obtient un score dérisoire au niveau national (moins de 50 000 voix, soit 0,2 % des suffrages exprimés).
Étant donné que cette élection présidentielle fut la première où les femmes américaines prirent part au scrutin, le nombre de votants augmenta de 8,2 millions par rapport à la précédente, malgré un taux de participation en forte baisse.
| Candidats           | Parti                       | Grands électeurs | Vote populaire |
| ------------------- | --------------------------- | ---------------- | -------------- |
| Warren G. Harding   | Parti républicain           | 404              | 16 144 096     |
| James Middleton Cox | Parti démocrate             | 127              | 9 139 661      |
| Eugene V. Debs      | Parti socialiste d'Amérique | 0                | 914 191        |

## Suite
C'est la seule élection présidentielle de l'histoire des États-Unis, où les deux principaux candidats à la vice-présidence (Calvin Coolidge et Franklin Delano Roosevelt) sont de futurs présidents.